# Världsmästerskapen i bordtennis 1952
 Världsmästerskapen i bordtennis 1952 spelades i Bombay under perioden 1-10 februari 1952.

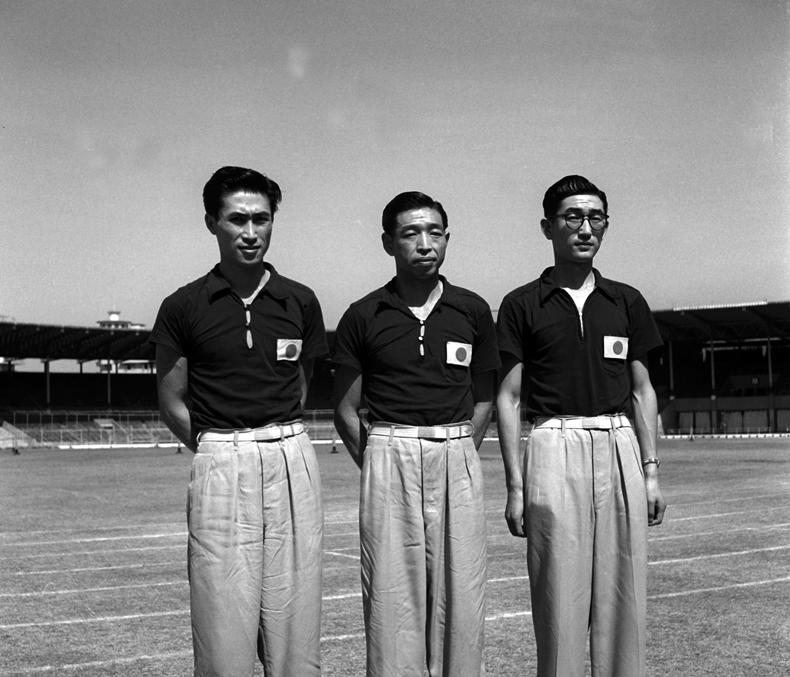
Norikazu Fujii, Nishimura and Satoh of Japan

## Medaljörer

### Lag
| Disciplin            | Guld                                                                            | Silver                                                                         | Brons                                                                            |
| Herrarnas lagtävling | Ungern Elemer Gyetvai József Kóczián Ferenc Sidó Kalman Szepesi Laszlo Varkonyi | England Richard Bergmann Adrian Haydon Johnny Leach Aubrey Simons Harry Venner | Japan Norikazu Fujii Tadaki Hayashi Hiroji Satoh                                 |
| Herrarnas lagtävling | Ungern Elemer Gyetvai József Kóczián Ferenc Sidó Kalman Szepesi Laszlo Varkonyi | England Richard Bergmann Adrian Haydon Johnny Leach Aubrey Simons Harry Venner | Hongkong Cheng Kwok Wing Chung Chin Sing Fu Chi Fong Keung Wing Ning Suh Sui Cho |
| Damernas lagtävling  | Japan Shizuki Narahara Tomie Nishimura                                          | Rumänien Angelica Rozeanu Sari Szasz Ella Zeller                               | England Kathleen Best Margaret Franks Diane Rowe Rosalind Rowe                   |

### Individuellt
| Disciplin   | Guld                             | Silver                        | Brons                           |
| Herrsingel  | Hiroji Satoh                     | József Kóczián                | Rene Roothooft                  |
| Herrsingel  | Hiroji Satoh                     | József Kóczián                | Guy Amouretti                   |
| Damsingel   | Angelica Rozeanu                 | Gizella Farkas                | Rosalind Rowe                   |
| Damsingel   | Angelica Rozeanu                 | Gizella Farkas                | Ermelinde Wertl                 |
| Herrdubbel  | Norikazu Fujii Tadaki Hayashi    | Richard Bergmann Johnny Leach | Douglas Cartland Martin Reisman |
| Herrdubbel  | Norikazu Fujii Tadaki Hayashi    | Richard Bergmann Johnny Leach | Viktor Barna Adrian Haydon      |
| Damdubbel   | Shizuki Narahara Tomie Nishimura | Diane Rowe Rosalind Rowe      | Helen Elliot Ermelinde Wertl    |
| Damdubbel   | Shizuki Narahara Tomie Nishimura | Diane Rowe Rosalind Rowe      | Gizella Farkas Edit Sagi        |
| Mixeddubbel | Ferenc Sidó Angelica Rozeanu     | Johnny Leach Diane Rowe       | Viktor Barna Rosalind Rowe      |
| Mixeddubbel | Ferenc Sidó Angelica Rozeanu     | Johnny Leach Diane Rowe       | József Kóczián Gizella Farkas   |

### Fotnoter
1. ↑  ”World Championships Results”. ITTF Museum. Arkiverad från originalet den 11 maj 2012. https://web.archive.org/web/20120511103023/http://www.ittf.com/museum/results/WorldChresults.html. Läst 7 april 2012.
2. ↑  ”ITTF Statistics”. ittf.com. Arkiverad från originalet den 4 mars 2016. https://web.archive.org/web/20160304105949/http://www.ittf.com/ittf_stats/All_events4.asp?Competition_ID=20. Läst 7 april 2012.